# Patti McGuire
Patti McGuire, född 5 september 1951 i Dexter i delstaten Missouri i USA, är en amerikansk fotomodell och TV-producent. Hon utsågs till herrtidningen Playboys Playmate of the Month för november 1976 och till Playmate of the Year för 1977.
Sedan 1980 är McGuire gift med tennisspelaren Jimmy Connors.